# اروانلو
اروانلو یکی از طوایف ترک می‌باشد که در اوایل قرن دهم ه ق از ترکیه امروزی به ایران مهاجرت کرده‌اند. از حامیان سلسله صفوی بودند. و در آذربایجان ایران و بخشی نیز در خراسان ساکن می‌باشند. مذهب اولیه آنها در ابتدا شیعه علوی بود ولی بتدریج به شیعه جعفری تغییر مذهب دادند.